# Lithophyllum subantarcticum
Lithophyllum  subantarcticum (Foslie) Foslie, 1907  é o nome botânico  de uma espécie de algas vermelhas pluricelulares do gênero Lithophyllum, família Corallinaceae.
- São algas marinhas encontradas no Chile e Antárctica.

## Sinonímia
- Lithophyllum decipiens f. subantarctica  Foslie, 1906
- Pseudolithophyllum subantarcticum   (Foslie) Adey, 1970
- Antarcticophyllum subantarcticum   (Foslie) Mendoza, 1976
- Hydrolithon subantarcticum   (Foslie) M.L. Mendoza & Cabioch, 1985